# Юрика (аэропорт, Калифорния)
Муниципальный аэропорт Юрика (англ. Eureka Municipal Airport), (FAA LID: O33) — гражданский аэропорт, расположенный в трёх километрах к западу от делового центра города Юрика, округ Гумбольдт (Калифорния), США.
Аэропорт находится в северной части мыса в бухте Хамболдт.

## Операционная деятельность
Муниципальный аэропорт Юрика занимает площадь в 266 гектар, расположен на высоте 6 метров над уровнем моря и эксплуатирует одну взлётно-посадочную полосу:
- 16/34 размерами 823 x 18 метров с асфальтовым покрытием.

В период с 3 декабря 2003 по 3 декабря 2004 года Муниципальный аэропорт Юрика обработал 5000 операций по взлётам и посадкам воздушных судов (в среднем 13 операций ежедневно), все рейсы пришлось на авиацию общего назначения. В данный период в аэропорту базировалось 18 воздушных судов, из них 89 % — однодвигательные самолёты и 11 % — планеры.